# Amt Hattstedt

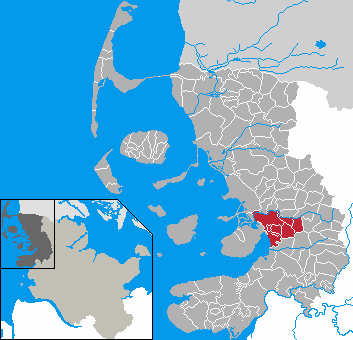
Lage des ehem. Amtes Hattstedt im Kreis Nordfriesland

Das Amt Hattstedt ist ein ehemaliges Amt im Kreis Nordfriesland, Schleswig-Holstein. Der Verwaltungssitz war in der Gemeinde Hattstedt.
Das Amt Hattstedt befand sich nördlich der nordfriesischen Kreisstadt Husum und erstreckte sich von der Halbinsel Nordstrand im Westen bis zur Grenze zum Amt Viöl im Osten. Im Norden wurde es durch die amtsfreie Gemeinde Reußenköge und das Amt Bredstedt-Land begrenzt.
Das Amt hatte eine Fläche von knapp 80 km² und rund 6400 Einwohner in den Gemeinden
1. Arlewatt
2. Hattstedt
3. Hattstedtermarsch
4. Horstedt
5. Olderup
6. Schobüll
7. Wobbenbüll

## Geschichte
1889 wurde im Kreis Husum der Amtsbezirk Hattstedt aus den Kirchspielslandgemeinden Hattstedt, Olderup und Schobüll gebildet. Die Kirchspielslandgemeinde Hattstedt bestand aus den Dorfschaften Hattstedt, Hattstedtermarsch, Horstedt und Wobbenbüll, die Kirchspielslandgemeinde Olderup aus den beiden Dorfschaften Arlewatt und Olderup und die Kirchspielslandgemeinde Schobüll aus den vier Dorfschaften Halebüll, Hockensbüll, Lund und Schobüll.
Nach Auflösung der Kirchspielslandgemeinden 1934 wurden aus den Dorfschaften eigenständige Landgemeinden. Die vier Gemeinden der ehemaligen Kirchspielslandgemeinde Schobüll wurden noch im selben Jahr wieder zur Landgemeinde Schobüll zusammengefasst.
1948 wurde der Amtsbezirk aufgelöst und die sieben Gemeinden bildeten die Kirchspielslandgemeinde Hattstedt, die noch im selben Jahr die Bezeichnung in Amt Hattstedt änderte. 1970 kam das Amt mit dem gesamten Kreis Husum zum Kreis Nordfriesland.
Ab dem Jahr 2000 unterhielt das Amt Hattstedt eine Partnerschaft mit dem ostpolnischen Landkreis Hajnówka (Region Białystok, Woiwodschaft Podlachien).
Im Zuge der Verwaltungsstrukturreform ließ sich die Gemeinde Schobüll zum 1. Januar 2007 in die Stadt Husum eingemeinden. Mit Ablauf des 31. Dezember 2007 löste sich das Amt auf und die verbliebenen Gemeinden bildeten mit den Gemeinden der Ämter Friedrichstadt (ohne die Stadt Friedrichstadt), Nordstrand und Treene das Amt Nordsee-Treene.